# Бергольцев, Леонид Ефимович
Леонид Ефимович Бергольцев (род. 1932, Одесса) — советский фотограф.

## Биография
С трёхлетнего возраста жил в Москве. Окончив Институт инженеров городского строительства с дипломом инженера-механика, работал главным механиком в Ремстройтресте.
В 1957 году стал сотрудничать с советскими журналами «Moscow News», «Neues Leben» (приложение к газете «Правда» для советских немцев). С 1958 года — постоянный фотограф журнала «Советский Союз».
Член Союза фотохудожников Москвы с 1989 года, член Союза журналистов СССР с 1960 года.
Возглавлял в советские годы фото-секцию при Горкоме художников-графиков (Малая Грузинская, 28)  и Союз фотографов Москвы (с 1989 года).
С 26 июня 1996 года проживает в Вашингтоне (США).

## Книги
- PEOPLE AMONG PEOPLE, Leonid Bergoltsev — Photographer, Ed Schwartzreich 2008
- Китай (Владимир Куликов, Леонид Бергольцев, Виктор Корнюшин). — М.: «Планета», 1989.
- Say Cheese!, Soviet Photography 1968—1988. Editions du Comptoir de la Photographie. — Париж, 1988.